# 紀元前12年
紀元前12年（きげんぜん12ねん）。

## 他の紀年法
- 干支 : 己酉
- 日本
  - 垂仁天皇18年
  - 皇紀649年
- 中国
  - 前漢 : 元延元年
- 朝鮮
  - 高句麗 : 瑠璃明王8年
  - 新羅 : 赫居世46年
  - 百済 : 温祚王7年
  - 檀紀2322年
- 仏滅紀元 : 532年
- ユダヤ暦 : 3749年 - 3750年

## できごと

### ローマ帝国
- ティベリウスがパンノニアに呼び出された。
- 今日ではストラスブールとして知られる街 en:Argentoratumが初めて公式な記録に登場した。
- アウグストゥスが最高神祇官に任命された。

### 天文学
- ハレー彗星が現れた。

## 誕生
- マルクス・ウァレリウス・メッサッラ・バルバトゥス - 元老院議員（+ 20年/21年）
- アグリッパ・ポストゥムス - ユリアの息子（+ 14年）

## 死去
- マルクス・ウィプサニウス・アグリッパ - 政治家、将軍（* 紀元前63年）
- セクストゥス・プロペルティウス - 詩人（* 紀元前50年/紀元前45年）